# Tlstá (Wielka Fatra)
Tlstá (1373 m) – jeden z wyższych i najbardziej charakterystycznych szczytów w grupie górskiej Wielkiej Fatry w Karpatach Zachodnich na Słowacji.
Na niektórych mapach nazwą jako Tlstá oznaczany jest wyższy, północno-zachodni i porośnięty wierzchołek o wysokości 1414 m. Na innych mapach nosi on nazwę Lubená (1414 m).

## Położenie
Tlstá wznosi się w południowo-zachodniej, „turczańskiej” części Wielkiej Fatry. Jej masyw stanowi zakończenie potężnego ramienia górskiego, oddzielającego się w kierunku północno-zachodnim od głównego grzbietu tych gór w Smrekowicy (Smrekovica, 1415 m), tuż na zachód od Kráľovej studni. Masyw Tlstej oddziela Gaderską dolinę od jej odgałęzienia – doliny Konský dol. Wcinają się w niego jeszcze dwa inne odgałęzienia Gaderskiej doliny – Vápenná dolina i Sokolovo.
Tlstá leży w granicach Parku Narodowego Wielka Fatra. Cały rozległy masyw tej góry jest dodatkowo chroniony w rezerwacie przyrody Tlstá, w którym obowiązuje 5. (w pięciostopniowej skali) stopień ochrony.

## Charakterystyka
Cały rozległy masyw Tlstej zbudowany jest z grubych, w przybliżeniu poziomo ułożonych warstw triasowych wapieni i dolomitów. Na skutek tego zbocze góry, zwłaszcza w górnej części, tworzy szereg coraz to wyżej położonych tarasów i skalnych półek, utworzonych na stropach kolejnych warstw skalnych, porozdzielanych stromymi ściankami i uskokami skalnymi, w których widoczne są czoła tych warstw. Występujące w wielu miejscach większe i mniejsze turniczki wypreparowane są w większości w bardziej odpornych wapieniach.
W zboczach Tlstej znajduje się szereg jaskiń. Obok szeroko znanej i często odwiedzanej Jaskini Mažarnej są to m.in. jaskinie: Biela, Havranova, Stlpová, Textorisová i V lome. W masywie Tlstej znajduje się również przepaść Nezábudka głęboka na 14 m, należąca do rzadko spotykanej w Wielkiej Fatrze kategorii jaskiń o rozwinięciu pionowym typu awen.
Nazwę Tlstá (słow. tłusta, gruba) uzyskała góra dzięki swej szerokiej, rozłożystej sylwetce o płaskiej wierzchowinie (będącej pozostałością dawnej powierzchni zrównania), wyraźnie kontrastującej ze skalistą sylwetką sąsiadującej z nią od południa Ostrej.
Cały masyw Tlstej charakteryzuje się niezmiernie bogatą roślinnością. Oprócz zespołów leśnych i łąkowych znajdziemy tu zwłaszcza doskonale wykształcone zespoły roślinności naskalnej.

## Turystyka
Szczyt Tlstej, z uwagi na jego znaczną atrakcyjność krajoznawczą i korzystne położenie na okraju grupy Wielkiej Fatry, jest często odwiedzany przez turystów. Na szczyt wiodą znakowane szlaki turystyczne.
Na szczyt Tlstej wiodą szlaki z Doliny Gaderskiej, obydwa strome, dość trudne i męczące:
  rozdroże w Gaderskiej dolinie (dolne) – Konský dol – Muráň – Tlstá. Odległość 5,2 km, suma podejść 863 m, suma zejść 5 m, czas przejścia 3:20 h, z powrotem 2:25 h
  rozdroże w Gaderskiej dolinie (górne) – Vapenná dolina – Jaskinia Mažarná – Tlstá. Odległość 4 km, suma podejść 846 m, czas przejścia 2:55 h, z powrotem 2 h
  Tlstá – Lubená – Bágľov kopec – Zadná Ostrá – sedlo Ostrej – Ostrá. Odległość 3,4 km, suma podejść 125 m, suma zejść 263 m, czas przejścia 1 h, z powrotem 1:10 h.
Przejście pętli będącej sumą tych dwóch szlaków, obejmowanych wspólnie tradycyjną, słowacką nazwą chodník Janka Bojmíra, stanowi jedną z najatrakcyjniejszych wycieczek w grupie Wielkiej Fatry

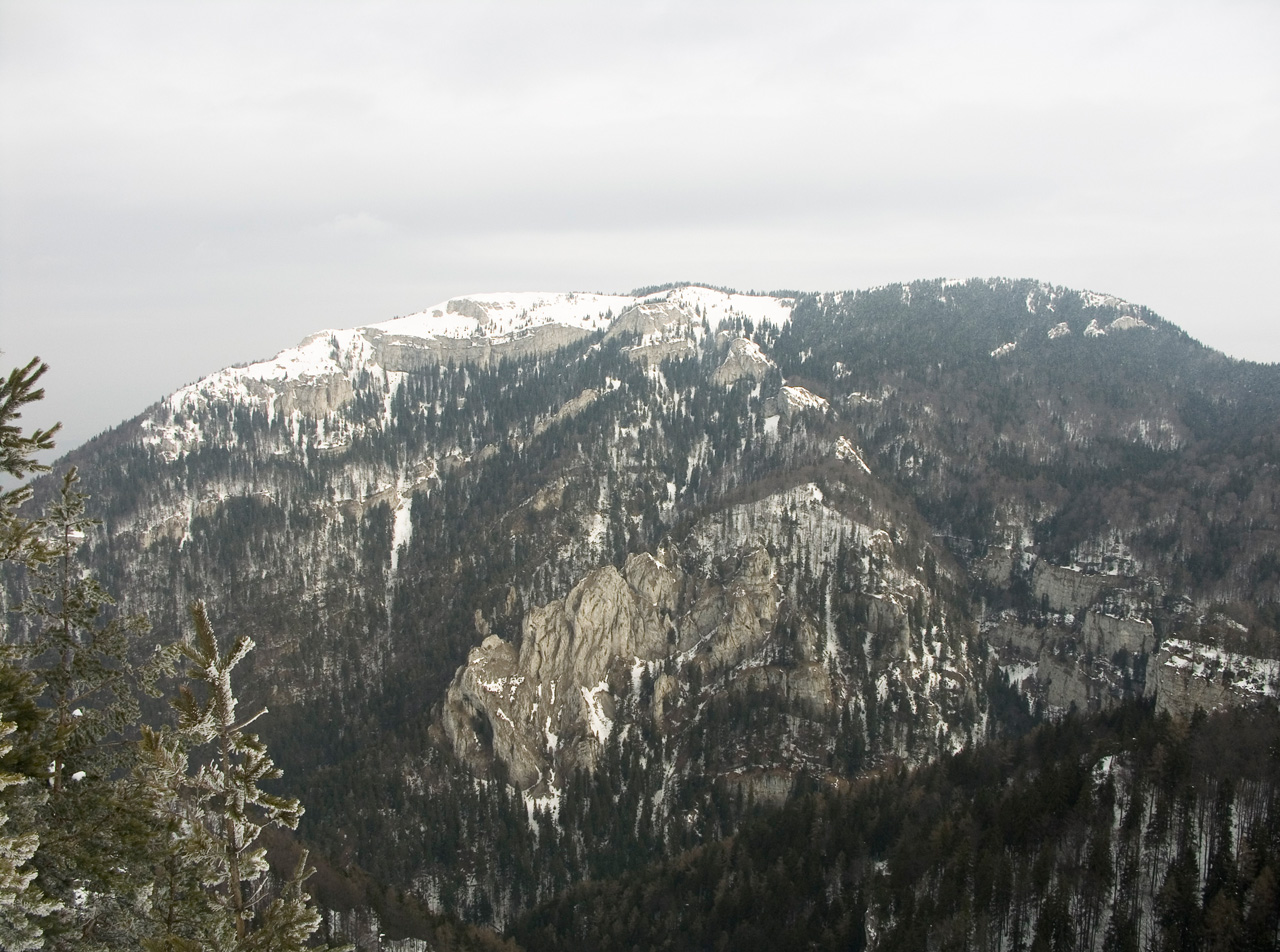
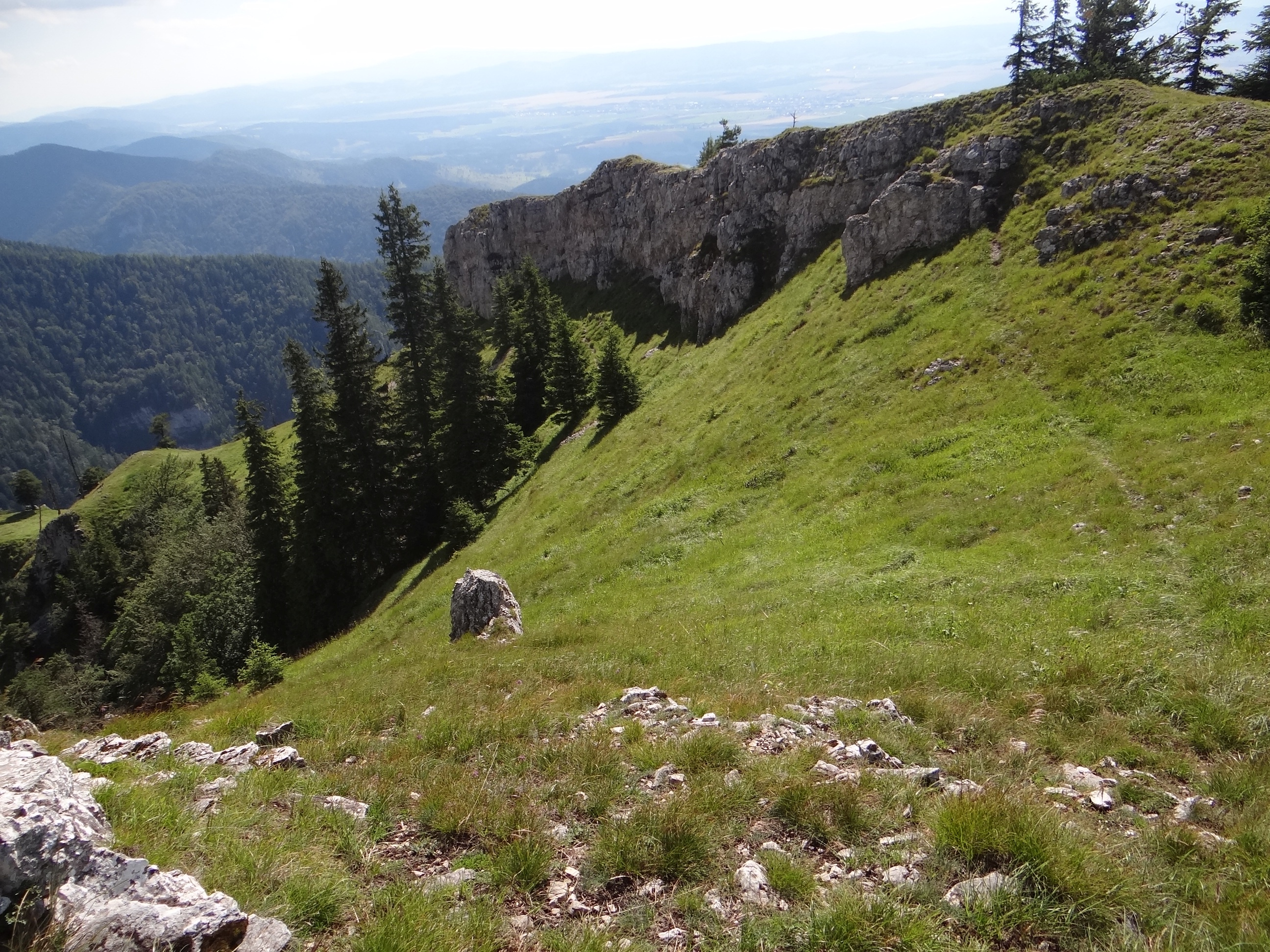
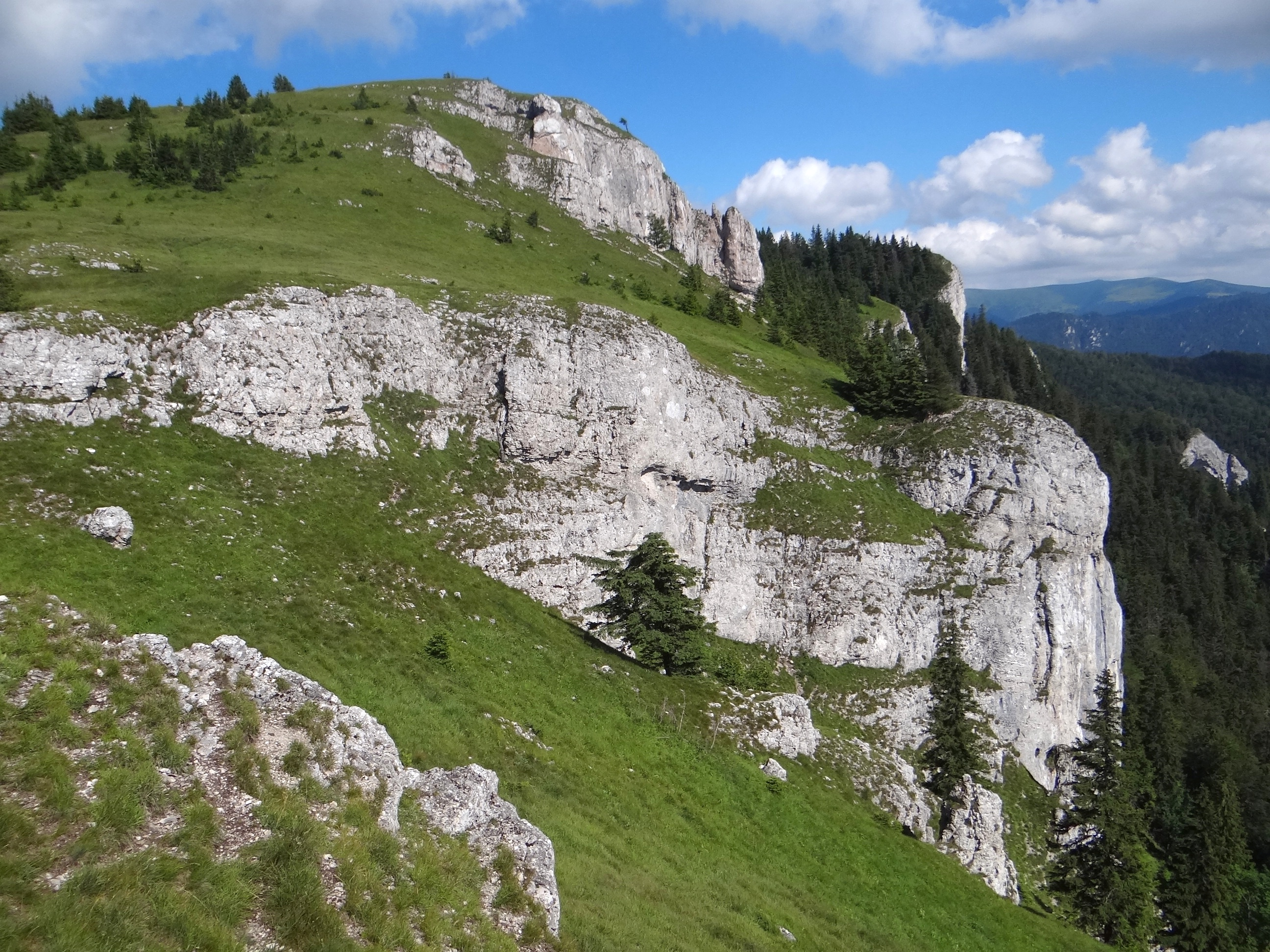
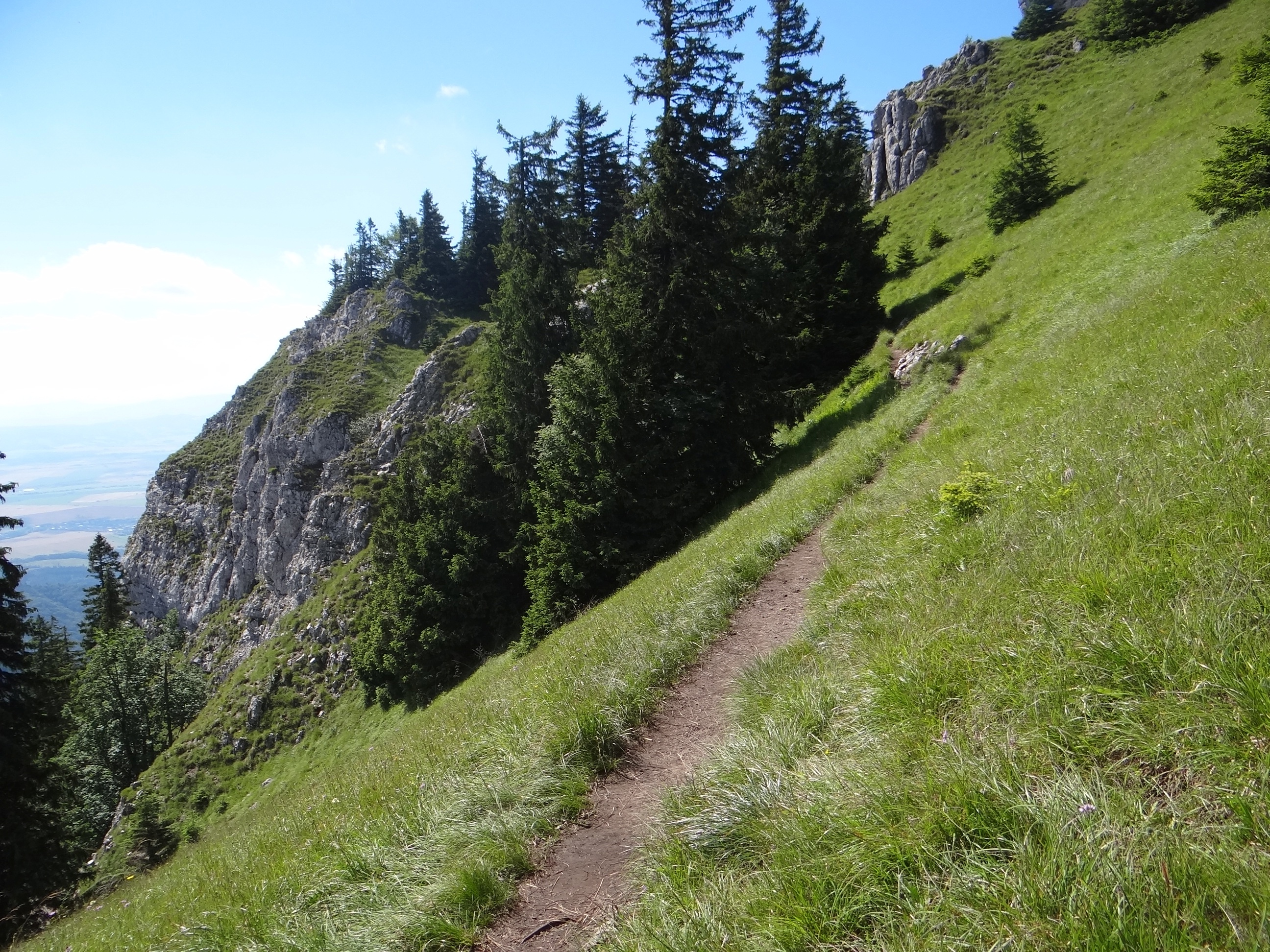
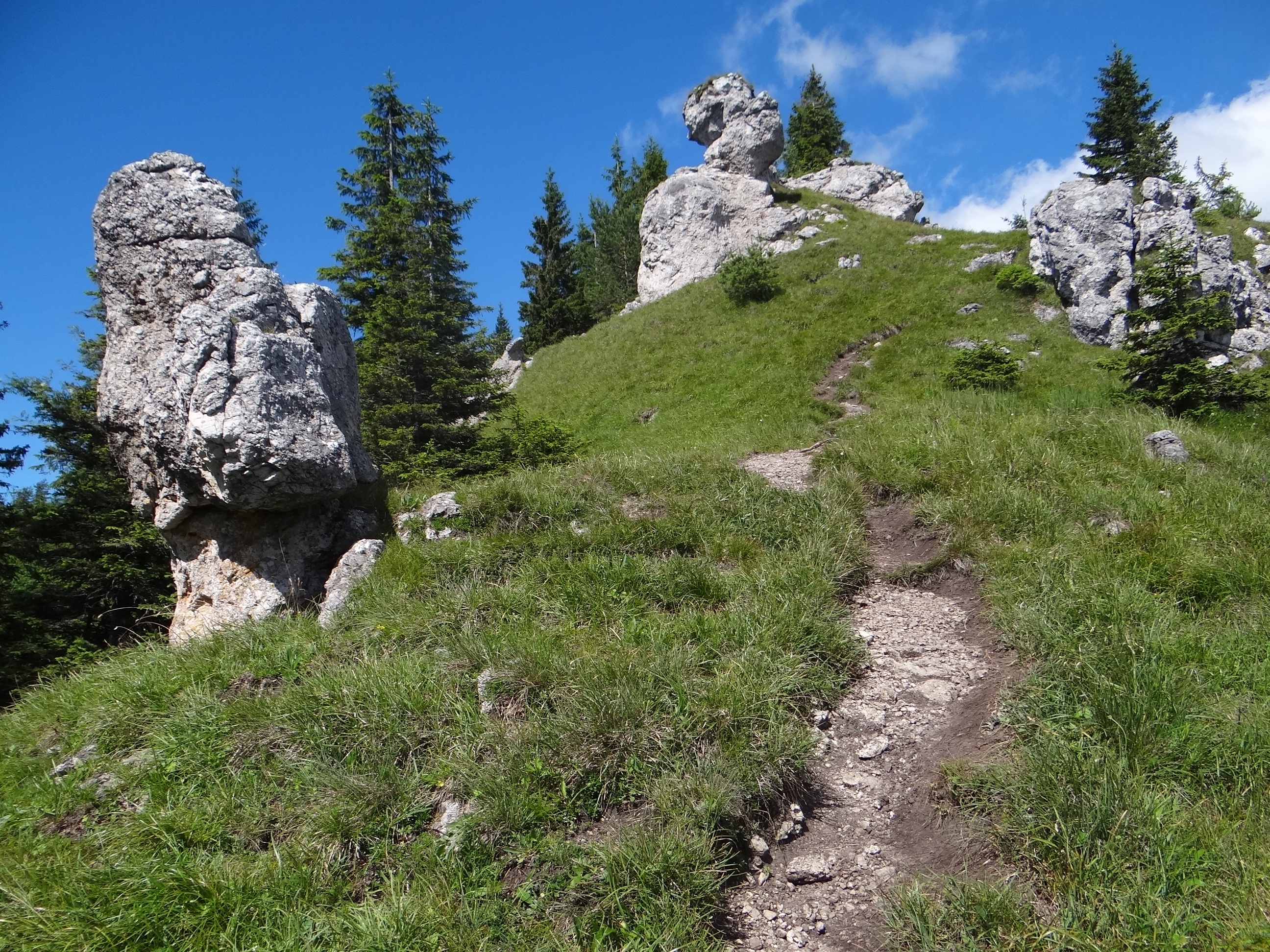
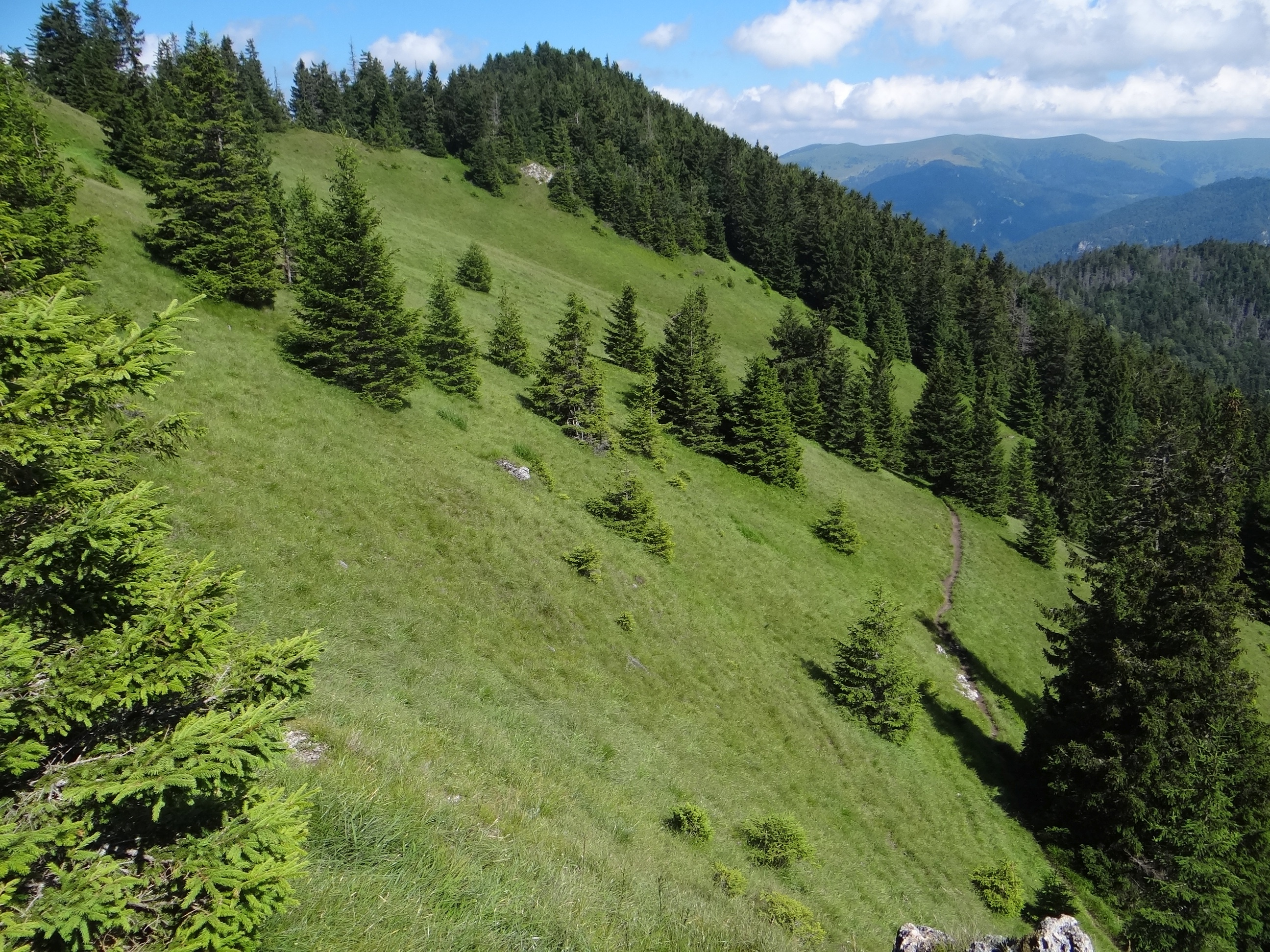
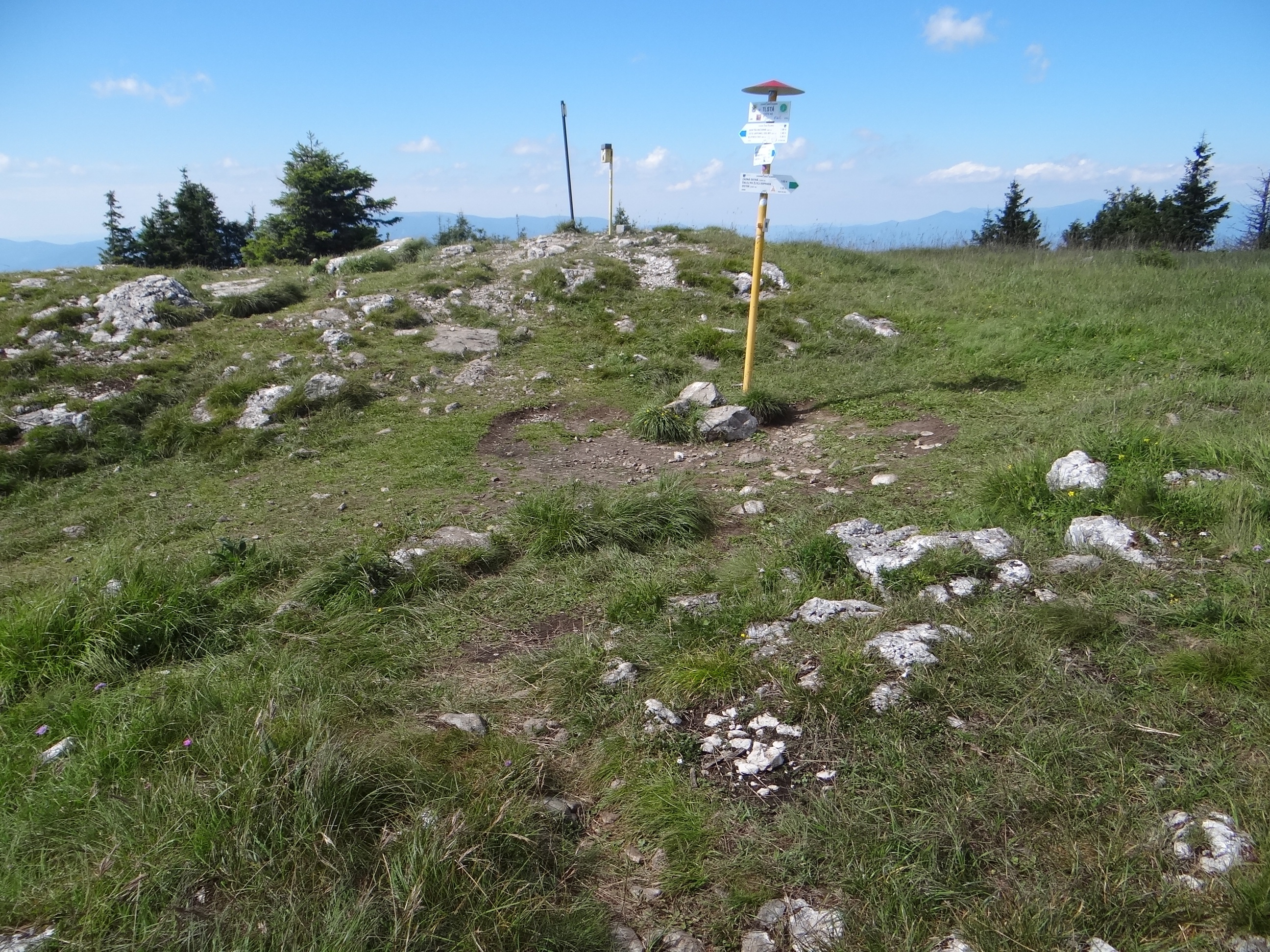
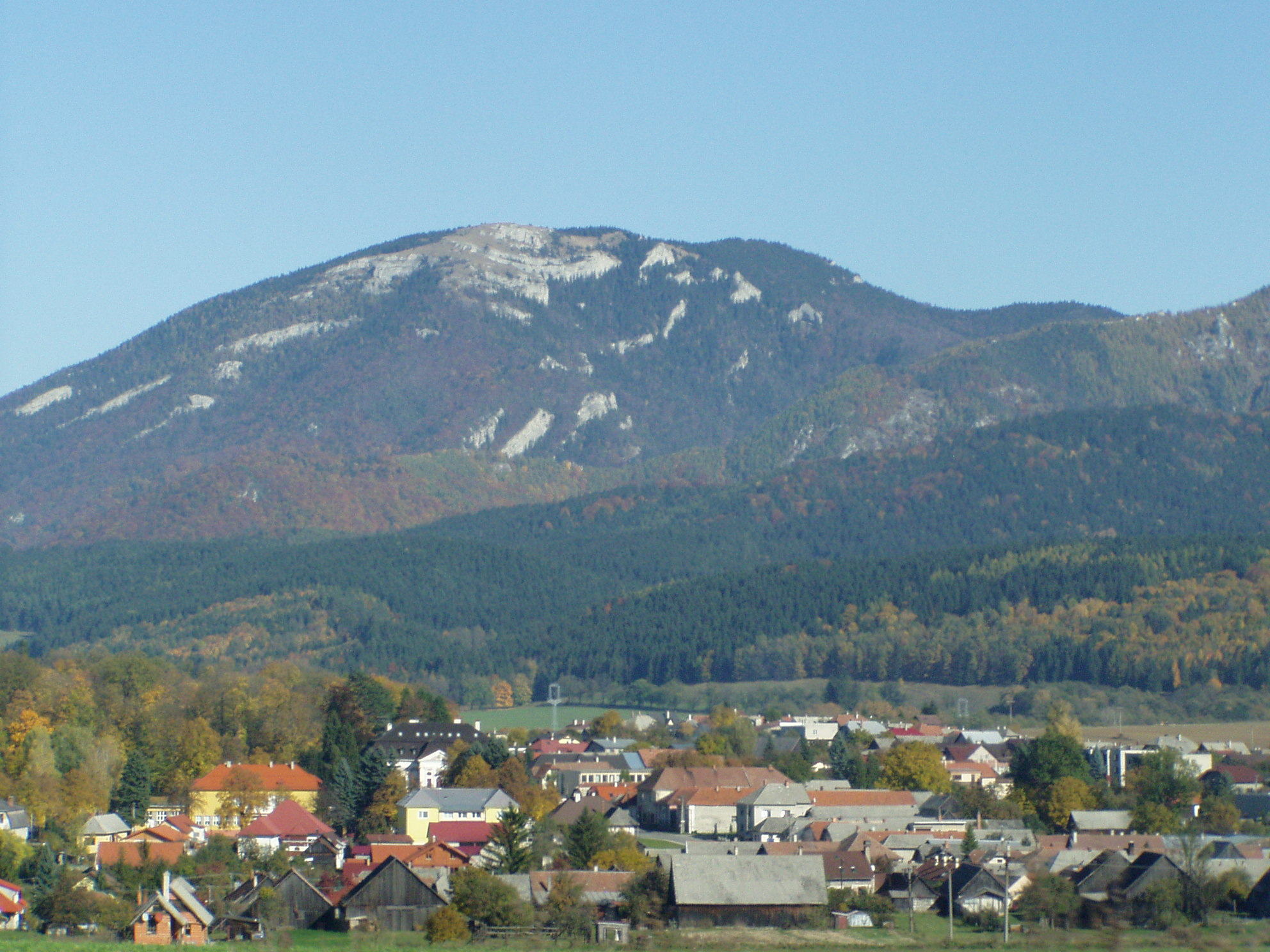
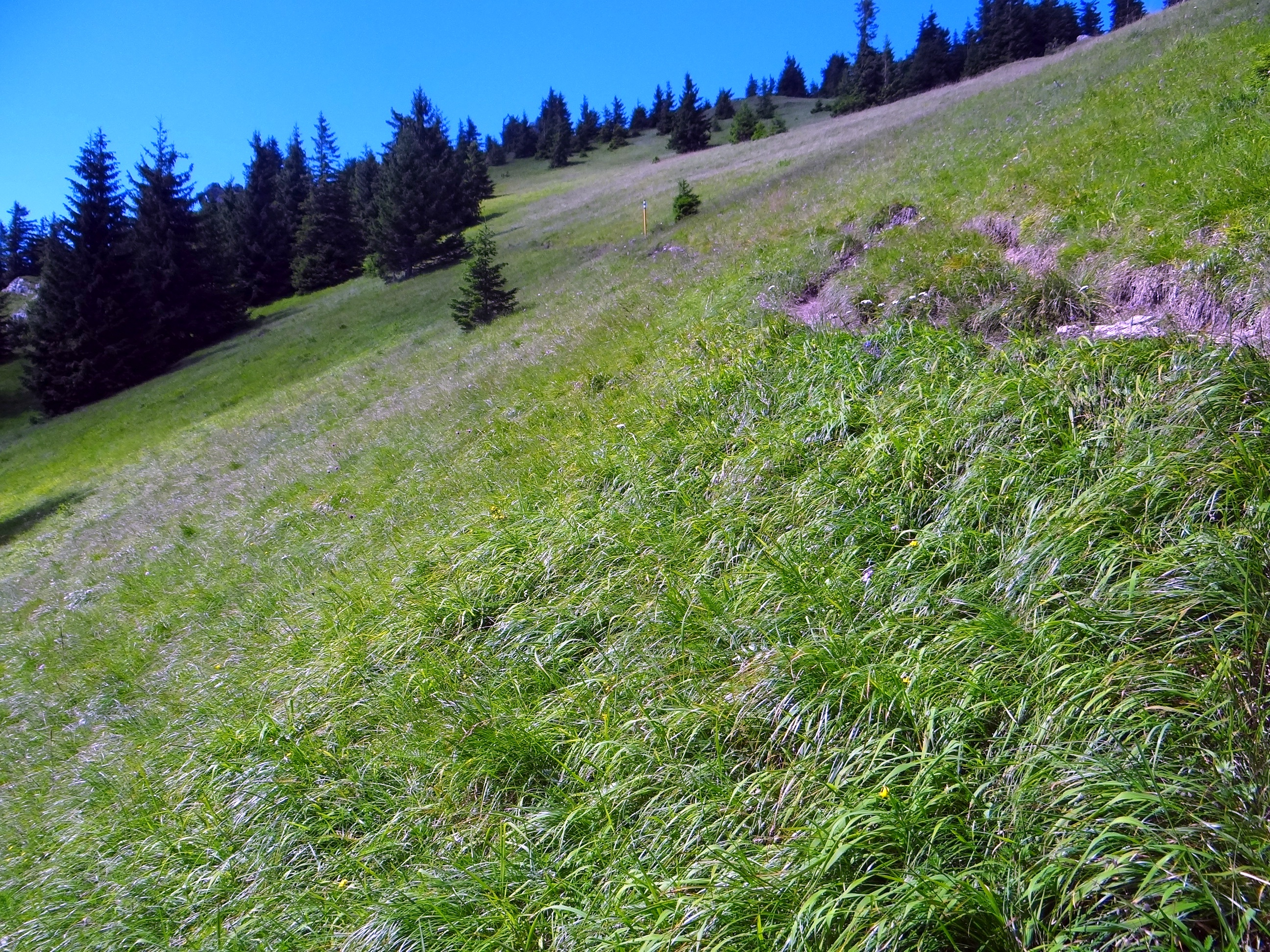

Rozległy, płaski i trawiasty szczyt Tlstej jest dobrym punktem widokowym. Widoki rozciągają się również z niektórych miejsc jego trawiastych zboczy będących pozostałościami dawnej hali pasterskiej. Panorama widokowa obejmuje całą Kotlinę Turczańską, Małą Fatrę, Ptacznik i znaczną część Wielkiej Fatry.